# Joachim Kügler (Theologe)
Joachim Kügler (* 12. Juni 1958 in Weismain, Oberfranken) ist ein deutscher römisch-katholischer Theologe und Geistlicher.

## Leben
Nach dem Erreichen der Allgemeinen Hochschulreife am Meranier-Gymnasium Lichtenfels studierte Kügler von 1977 bis 1983 römisch-katholische Theologie an der Otto-Friedrich-Universität Bamberg und an der Albert-Ludwigs-Universität Freiburg. Nach Abschluss des Diplomstudiums folgte das Promotionsstudium bei Paul Hoffmann (Universität Bamberg). Die Promotion (Dr. theol.) in Neutestamentlichen Wissenschaften erfolgte 1987. Im Juni 1988 wurde Kügler zum katholischen Priester des Erzbistums Bamberg geweiht. Von September 1988 bis August 1992 arbeitete er als Kaplan in Erlangen (Pfarreien Herz Jesu und Sankt Bonifaz). Nach seiner Freistellung für die weitere Qualifikation habilitierte er sich bei Helmut Merklein (Universität Bonn) und arbeitete parallel als nebenamtlicher Studentenpfarrer (halbe Stelle) bei der Bischöflichen Studienförderung Cusanuswerk. Von 1999 bis 2008 war Kügler Universitätsprofessor für Katholische Theologie an der Universität Bayreuth. Seit Oktober 2008 ist Kügler Inhaber des Lehrstuhls für Neutestamentliche Wissenschaften an der Universität Bamberg. Seine Abschiedsvorlesung hielt er am 19. Juli 2024 zum Thema „Die Milch des Vaters – Inhalt und Funktion eines trans Gottesbildes im Frühen Christentum“. Zum 1. Oktober 2024 trat Kügler in den Ruhestand.

## Arbeitsschwerpunkte
Nach seiner Versetzung von Bayreuth nach Bamberg blieb Kügler seinem religionsgeschichtlichen Schwerpunkt treu und versuchte diesen Aspekt der Bibelwissenschaft noch enger mit der pastoralen Zielsetzung seiner Arbeit zu verknüpfen. Kügler nimmt zu den zahlreichen Fällen von sexualisierter Gewalt und Gewaltsexualität in Kirche und Gesellschaft Stellung, indem er – aufbauend auf dem Konzept männlicher Herrschaft (Pierre Bourdieu) – die religionsgeschichtliche Verknüpfung von Sexualität, Religion und Herrschaft analysiert und die Machtstrukturen offenlegt, die bis heute in männlich dominierten Bereichen zu immer neuen Fällen von Gewaltsexualität bzw. sexualisierter Gewalt führen.
Von seiner Zeit an der Universität Bayreuth brachte Kügler das Forschungsthema „Bibel in Afrika“ mit, dem er sich erst in Bamberg eingehend widmen konnte. 2009 gründete er zusammen mit Lovemore Togarasei und Masiiwa R. Gunda, die Reihe Bible in Africa Studies (BiAS), in der seitdem im Verlag University of Bamberg Press (UBP) Sammelbände und Monographien über die Bibellektüre bzw. -benutzung in Afrika erscheinen. Studien, die den Bereich der Bibelstudien übersteigen, finden ein Forum in der Teilreihe ERA (Exploring Religions in Africa), die 2014 gegründet wurde. Inzwischen sind mehr als 40 Bände erschienen und das Editionsteam hat sich erweitert: Neben Kügler, Gunda und Togarasei sind nun auch Kudzai Biri, Ezra Chitando, Rosinah Gabaitse, Kathrin Gies, Johanna Stiebert und (ab Band 43) Uta Poplutz dabei.

## Schriften (Auswahl)
- Der Jünger, den Jesus liebte. Literarische, theologische und historische Untersuchungen zu einer Schlüsselgestalt johanneischer Theologie und Geschichte. Mit einem Exkurs über die Brotrede in Joh 6. SBB 16. Katholisches Bibelwerk, Stuttgart 1988.
- Pharao oder Christus? Religionsgeschichtliche Untersuchung zur Frage einer Verbindung zwischen altägyptischer Königstheologie und neutestamentlicher Christologie im Lukasevangelium (= Bonner biblische Beiträge, Band 113), Bodenheim: Philo 1997, ISBN 3-8257-0072-0 (Habilitation Universität Bonn 1997, 360 Seiten, illustriert).
- mit Rainer Bucher/Ottmar Fuchs(Hrsg.), In Würde leben. Interdisziplinäre Studien zu Ehren von Ernst Ludwig Grasmück, Luzern 1998.
- Die Macht der Nase. Zur religiösen Bedeutung des Duftes. Religionsgeschichte – Bibel – Liturgie (= **Stuttgarter Bibelstudien**, Band 187), mit Ulrike Bechmann, Peter Wünsche. Katholisches Bibelwerk, Stuttgart 2000, ISBN 3-460-04871-9.
- Liebe, Macht und Religion. Interdisziplinäre Studien zu Grunddimensionen menschlicher Existenz. Gedenkschrift für Helmut Merklein. Katholisches Bibelwerk, Stuttgart 2003.
- mit Werner H. Ritter: Gottesmacht: Religion zwischen Herrschaftsbegründung und Herrschaftskritik. bfT 4. Lit, Münster 2006.
- mit Lukas Bormann: Töchter (Gottes). Studien zum Verhältnis von Kultur, Religion und Geschlecht. bayreuther forum Transit 8. Lit, Münster 2008.
- Hände weg!? Warum man die Bibel nicht lesen sollte ... und warum doch. Echter, Würzburg 2008.
- Hungrig bleiben!? Warum das Mahlsakrament trennt und wie man die Trennung überwinden könnte. Echter, Würzburg 2010.
- mit Johannes Först: Die Unbekannte Mehrheit. Mit Taufe, Trauung und Bestattung durchs Leben? Eine empirische Untersuchung zur „Kasualienfrömmigkeit“ von KatholikInnen – Bericht und interdisziplinäre Auswertung. Werkstatt Theologie 6. 2. Auflage. Lit, Münster 2010.
- mit Ulrike Bechmann, Manfred Böhm: Wohlauf, die Luft geht frisch und rein. Deologische Dragdade zum Lied der Franken. Echter, Würzburg 2010.
- zusammen mit Eric Souga Onomo / Stephanie Feder (Hg.), Bibel und Praxis. Beiträge des Internationalen Bibel-Symposiums 2009 in Bamberg (bayreuther forum TRANSIT 11), Berlin: Lit Verlag 2011.
- zusammen mit Masiiwa Ragies Gunda (Hg.), The Bible and Politics in Africa (Bible in Africa Studies 7), Bamberg: UBP 2012.
- Exegese zwischen Religionsgeschichte und Pastoral (SBAB.NT 64), Stuttgart: Verlag Kath. Bibelwerk 2017.
- zusammen mit Gabaitse, Rosinah; Stiebert, Johanna (Hg.) The Bible and Gender Troubles in Africa. Bamberg: University of Bamberg Press 2019. URL: https://fis.uni-bamberg.de/handle/uniba/45531
- Sexualität – Macht – Religion. Zeitreisen ins Bermuda-Dreieck menschlicher Existenz, Würzburg: Echter 2021.
- Zeus Syndrome: A Very Short History of Religion-Based Masculine Domination, London / New York: Routledge 2022.
- Warum man einen Mann nicht ‚zur Frau machen‘ soll und warum es sich bisweilen trotzdem lohnt. Historische Schlaglichter zum Zusammenhang von Männlicher Herrschaft, Misogynie und der Bewertung mann-männlichen Geschlechtsverkehrs, in: Klaus van Eickels & Christine van Eickels (Hg.), Sodomiter, Päderasten, Homosexuelle. Mann-männliches Begehren und homosexuelles Handeln von der Antike bis zur Ehe für alle, Bamberg: UBP 2024, 83-128. URL: https://fis.uni-bamberg.de/handle/uniba/94731